# Murallas de Salónica
Las murallas de Salónica (en griego: Τείχη της Θεσσαλονίκης, Teíchi tis Thessaloníkis) son las murallas que rodean la ciudad de Salónica durante la Edad Media y hasta finales del siglo xix, cuando se demolieron gran parte de las murallas, incluida toda la sección que da al mar  como parte de la reestructuración del tejido urbano de Salónica por parte de las autoridades otomanas. La ciudad fue fortificada desde su establecimiento a finales del siglo iv a. C., pero las murallas actuales datan de principios de la época bizantina, c. 390, e incorporan partes de un muro anterior de finales del siglo iii. Los muros están formados por la típica construcción mixta tardorromana de sillería alternando con bandas de ladrillo. La parte norte de las murallas linda con la acrópolis de la ciudad, que formaba un anillo fortificado separado, y dentro de ella se encuentra otra ciudadela, el Heptapirgión (Siete Torres), conocida popularmente por la traducción otomana del nombre, Yedi Kule.

## Galería

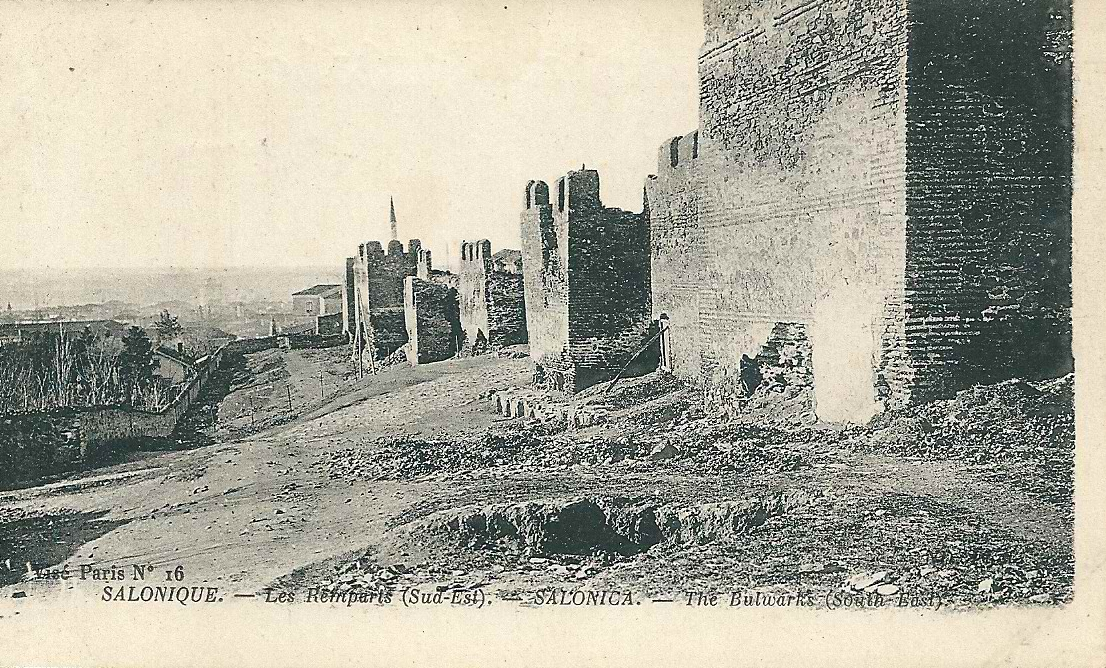
Las murallas hacia 1919.
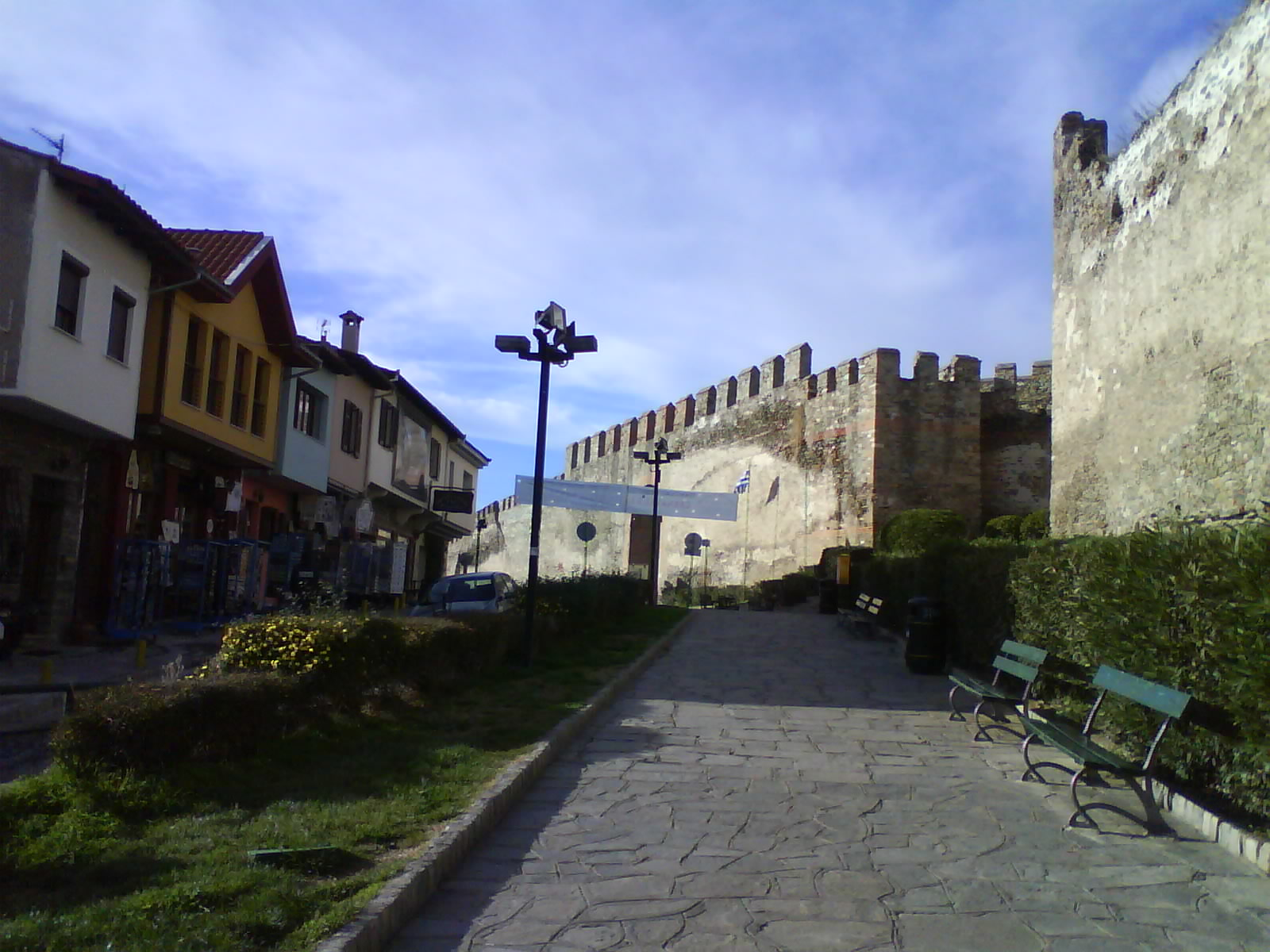
Parte de las murallas con una de las puertas supervivientes al fondo.
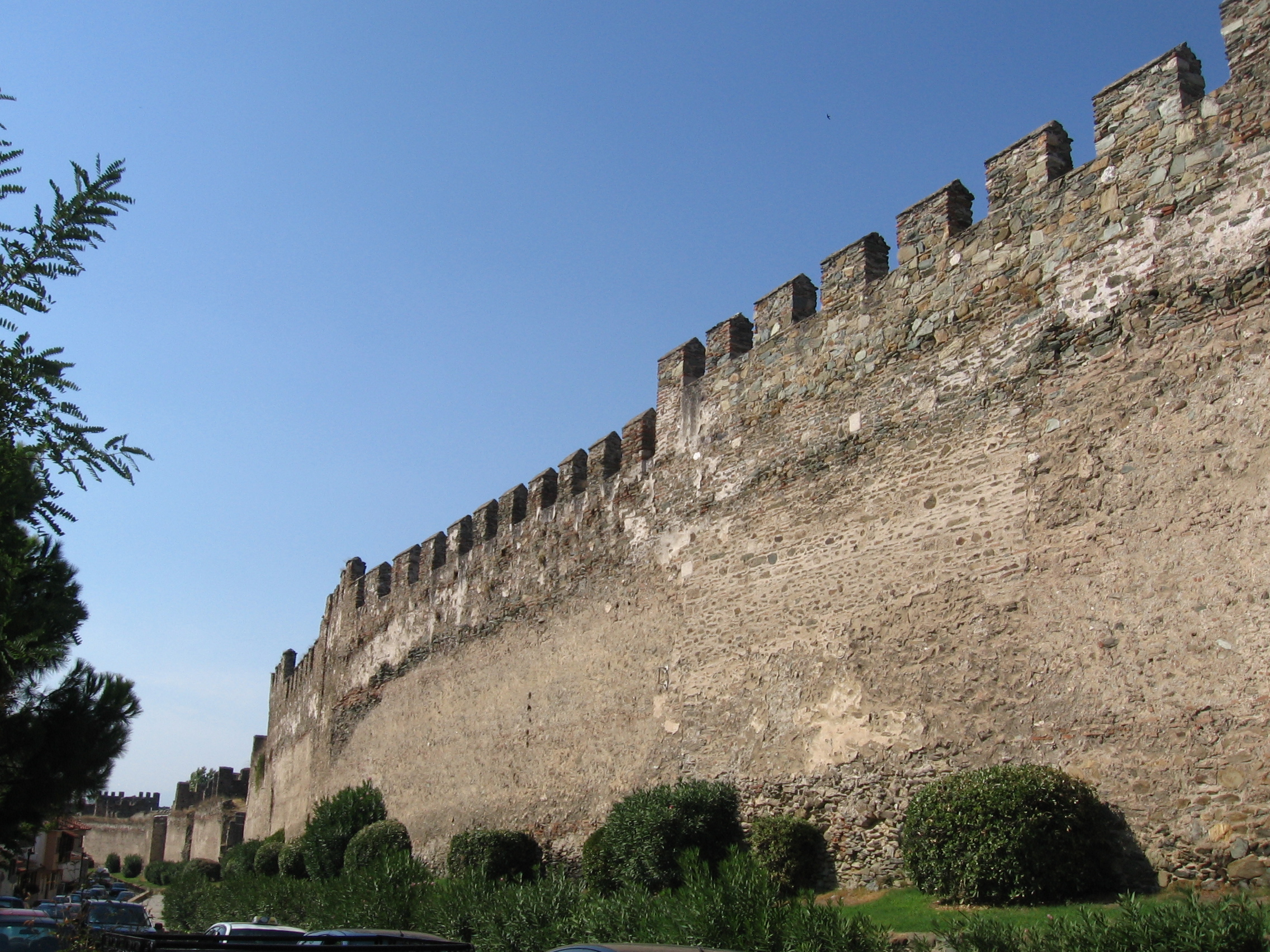
Parte de las murallas.
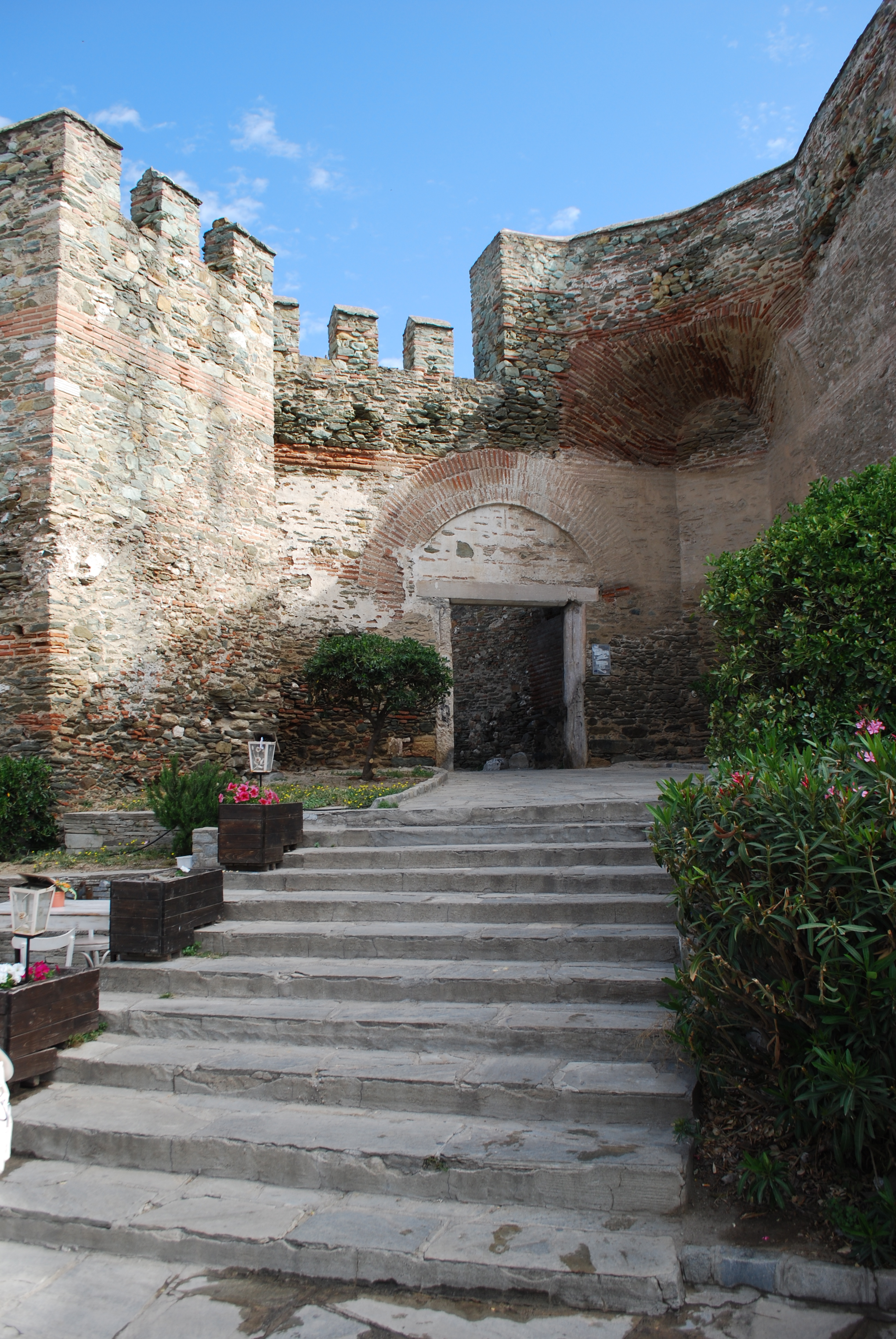
Puerta de Ana Paleóloga.
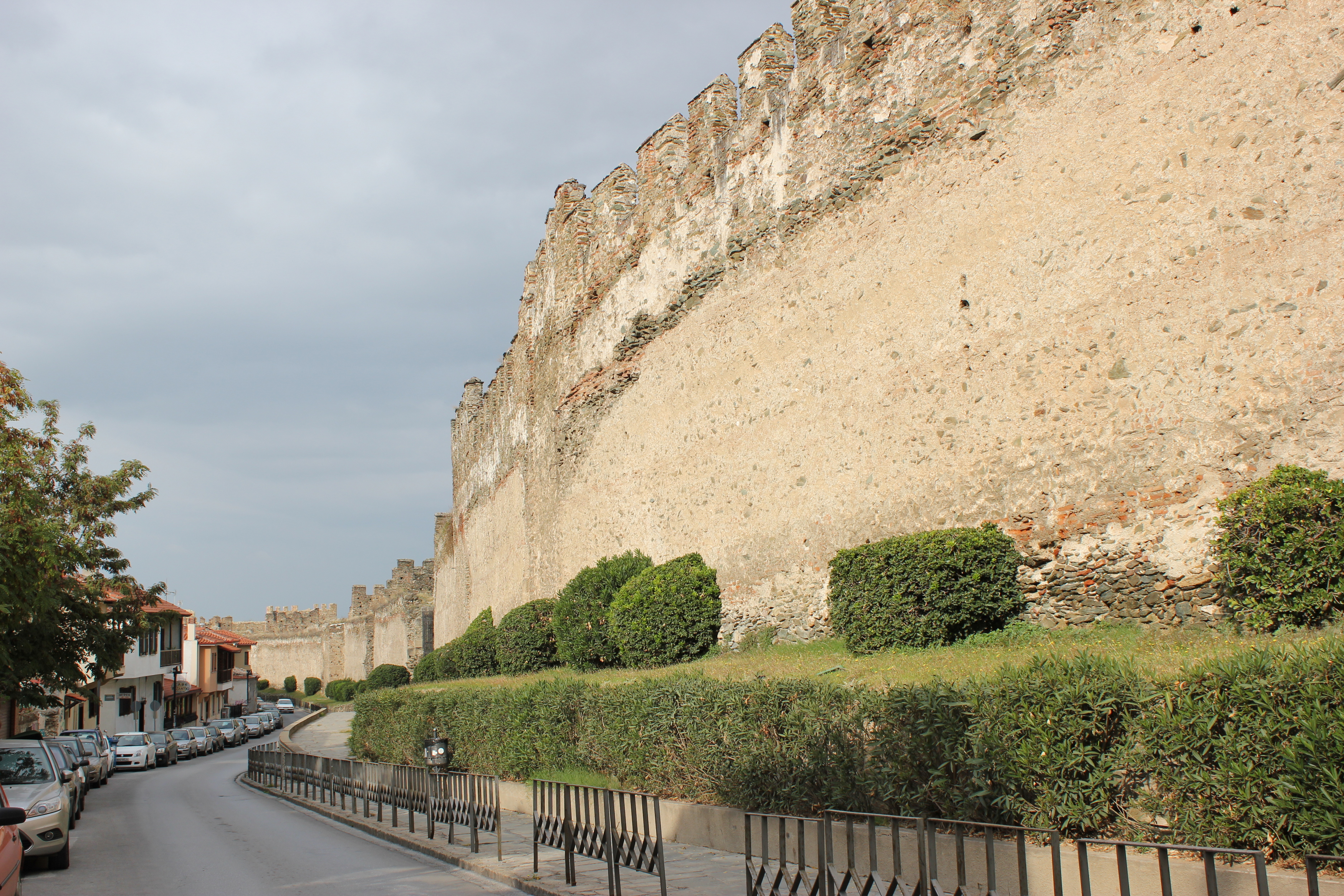
Parte de las murallas al lado de la calle.
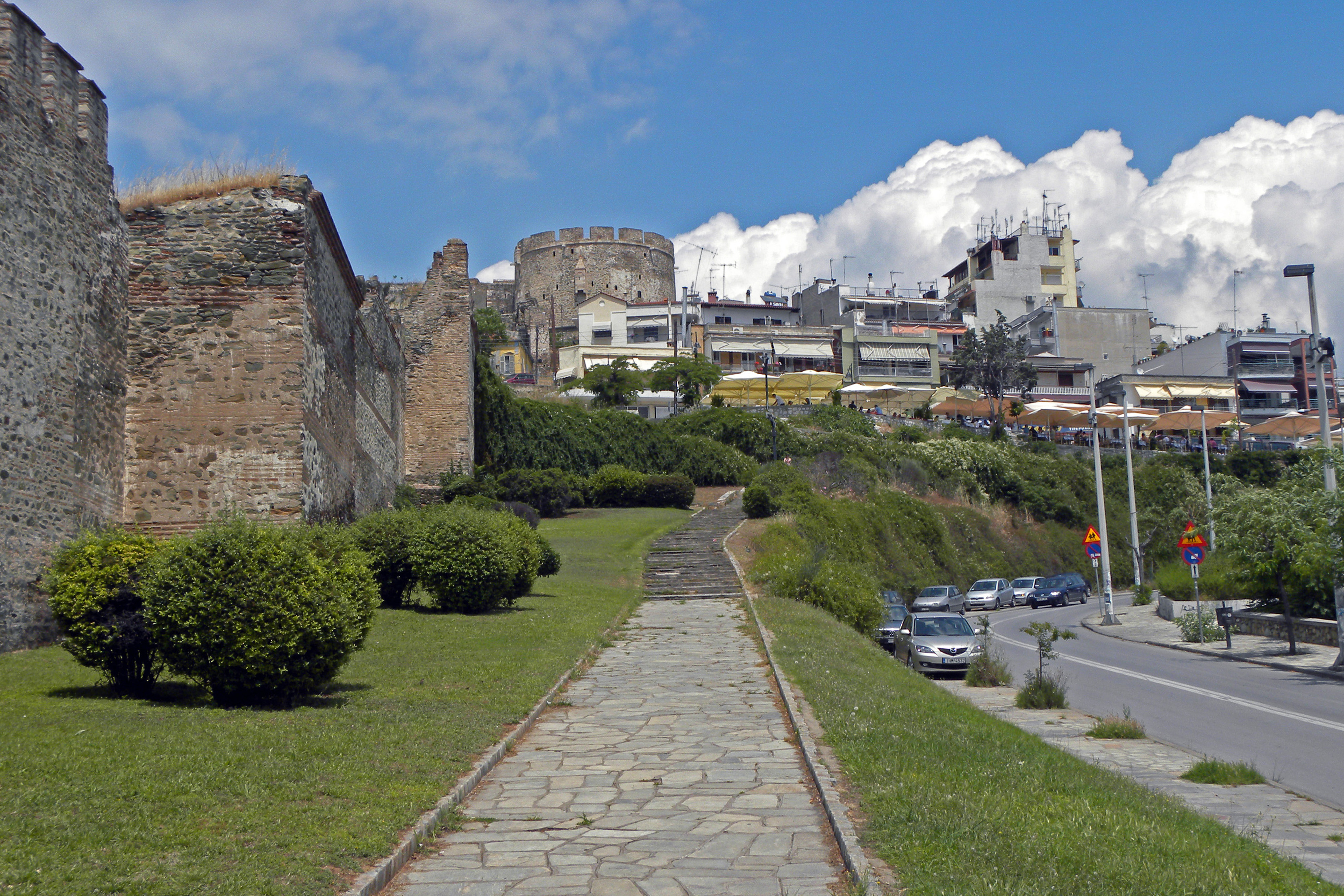
Murallas en la ciudad alta.
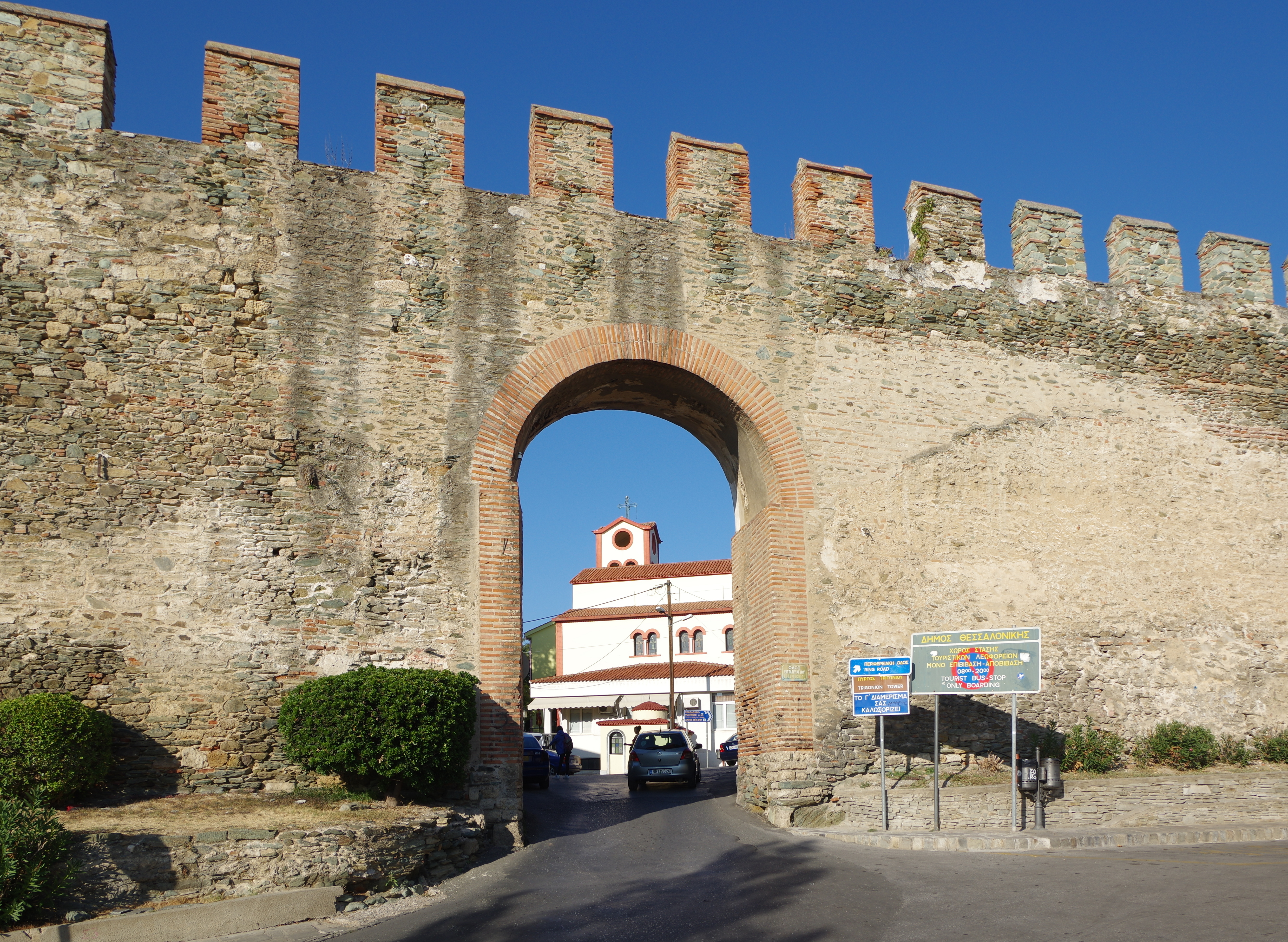
Puerta «Portara».
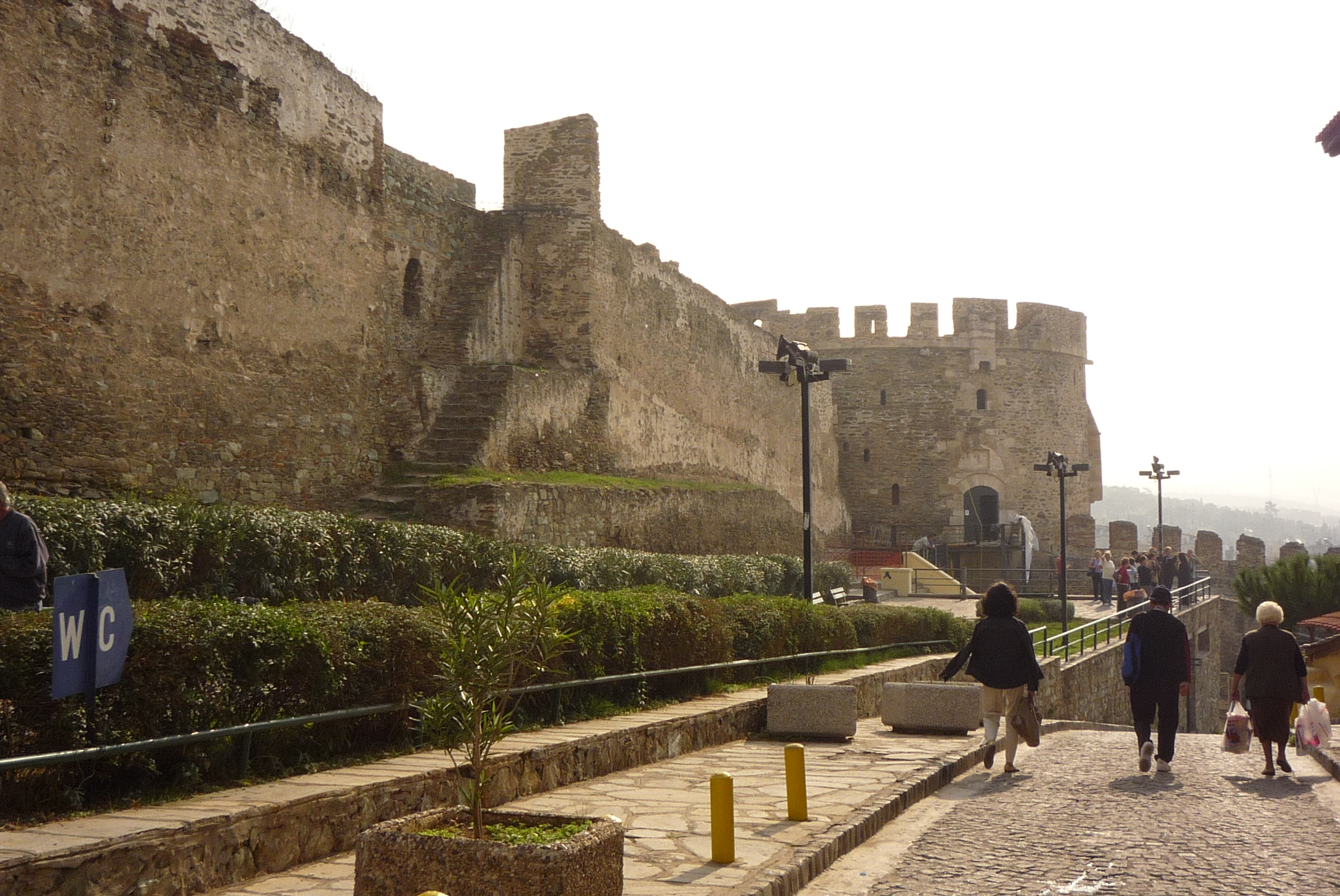
Torre «Trigonio» («Torre Triangular»).
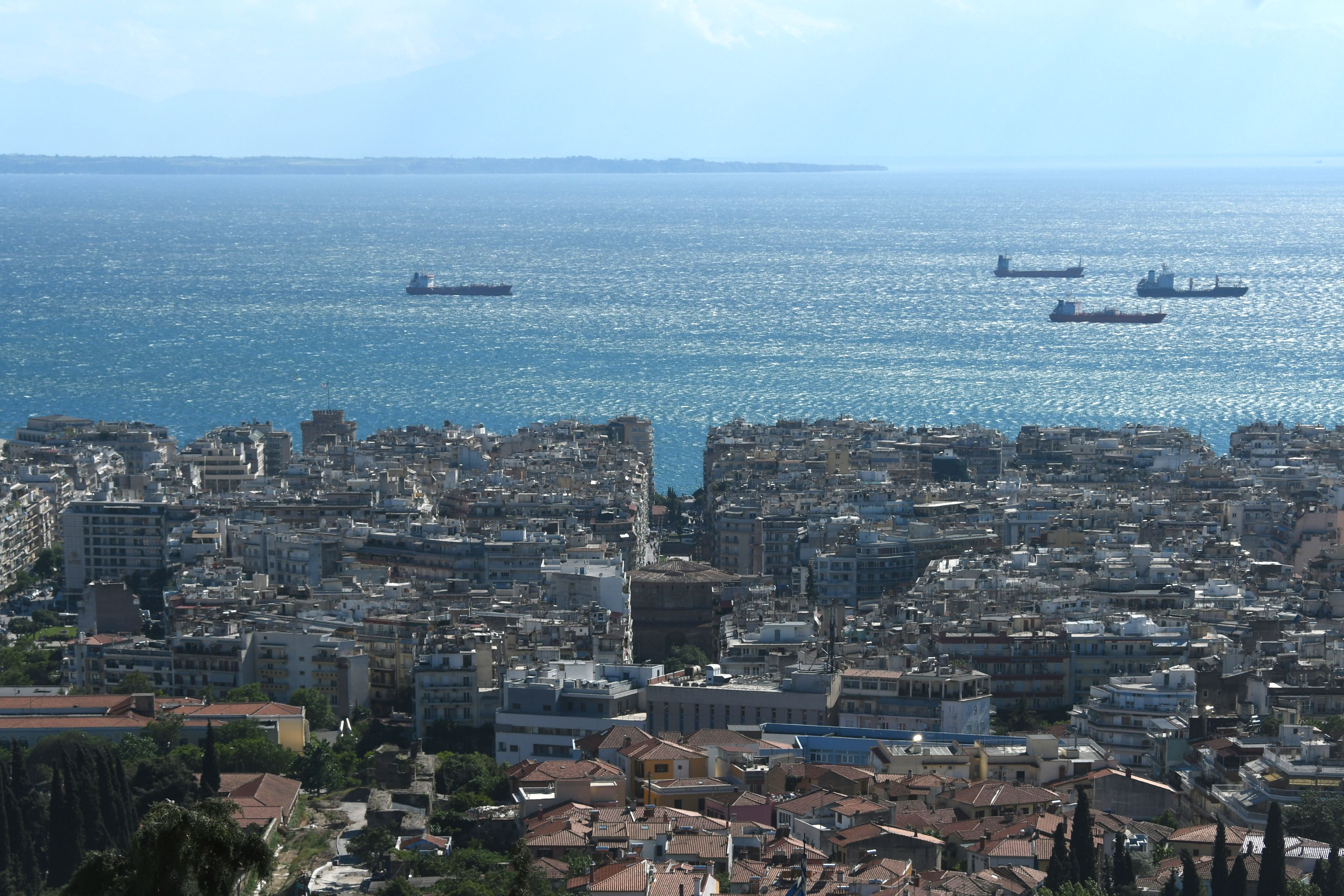
Vista desde la Torre Triangular.
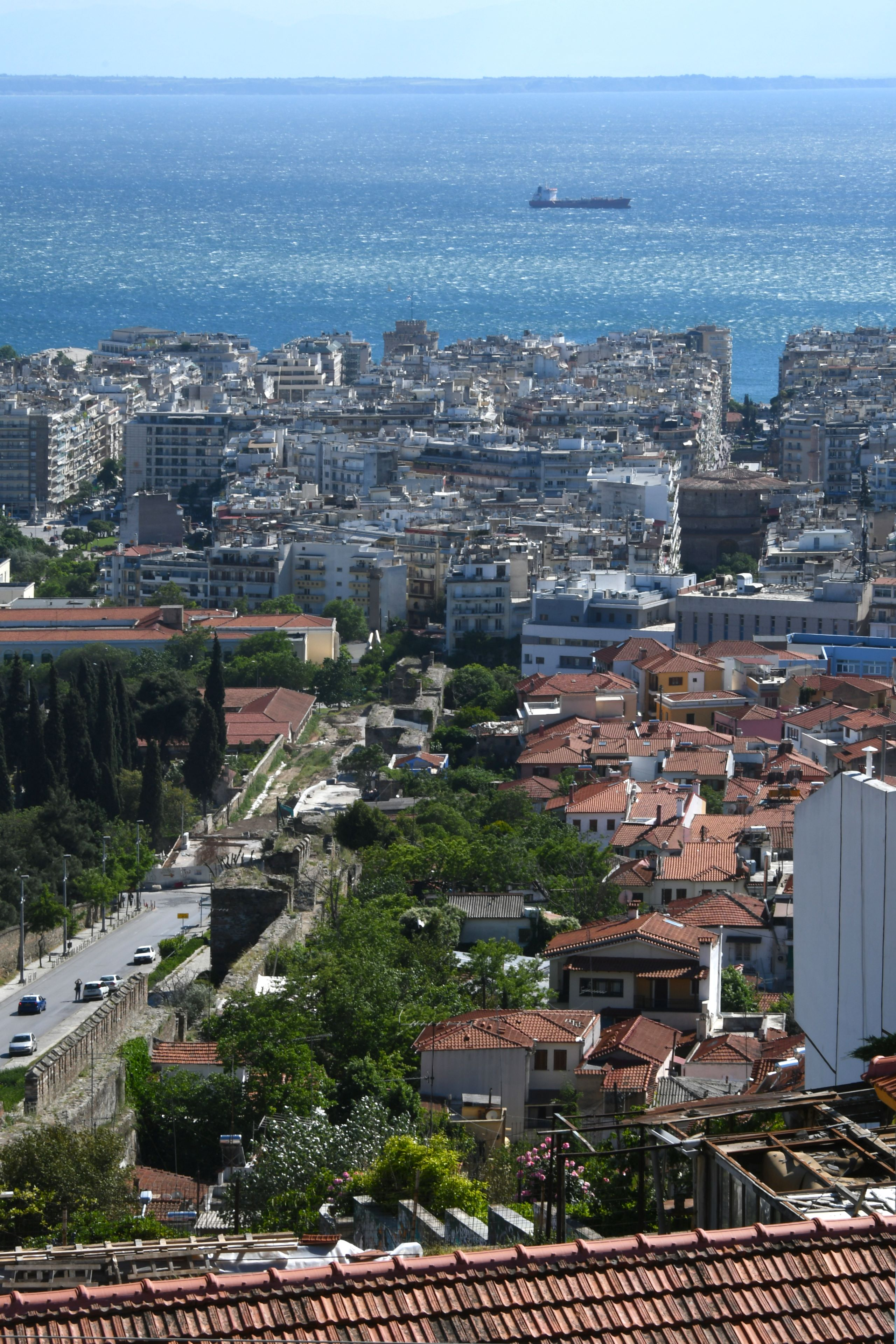
Otra vista de las murallas.